# 스팅크 피셔
스팅크 피셔(Stink Fisher, 1970년 7월 30일 ~ )는 미국의 텔레비전 배우, 배우이다.

## 영화
- 스피시즈2060 (2018년)
- 로렐 (2015년) - 제이크 역
- 아서 (2011년)
- 고잉 더 디스턴스 (2010년)
- 걸리버 여행기 (2010년)
- 러블리 본즈 (2009년) - 미스터 코너스 역
- 인빈서블 (2006년)
- 롱기스트 야드 (2005년)